# Pietre runiche di Lingsberg
Le Pietre runiche di Lingsberg sono due pietre runiche, U 240 e 241, più un frammento di una terza (U 242) risalenti all'XI secolo, incise con alfabeto runico e in norreno. Si trovano nella fattoria Lingsberg, nell'Uppland, Svezia. Le due pietre intatte furono erette da membri della stessa famiglia, e una di queste (U 241) fu realizzata per tramandare ai posteri che Ulfríkr prese parte a due Danegeld in Inghilterra.

## U 240

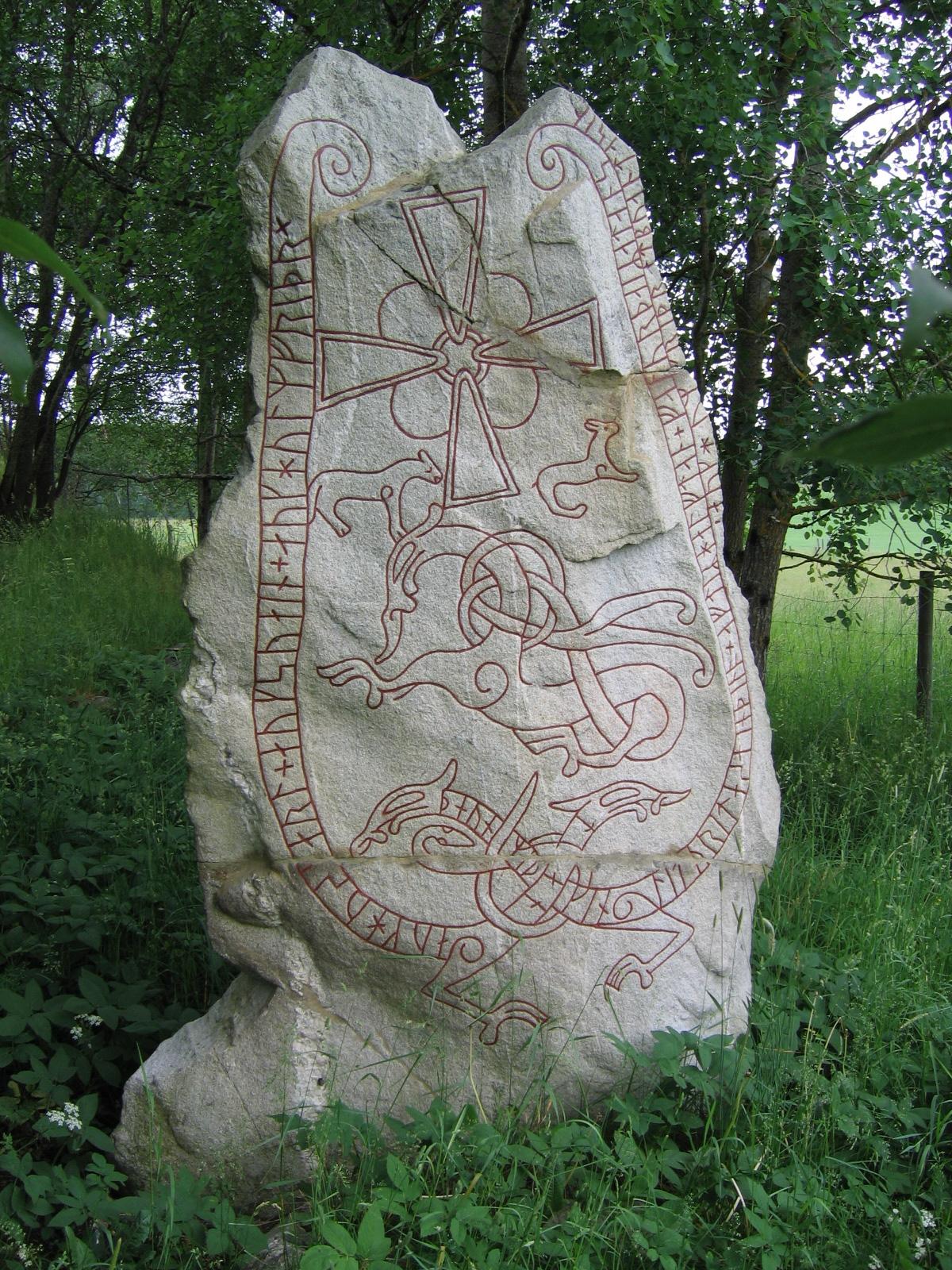
U 240.

La pietra runica fu eretta alla fine di una strada rialzata che terminava proprio di fronte al monolito. Ad oggi, la strada rialzata, è quasi invisibile.

### Traslitterazione in caratteri latini
tan auk hus(k)arl + auk suain + auk hulmfriþr × þaun (m)(i)(þ)kin litu rita stin þino × aftiR halftan + fa(þ)ur þaiRa tans ' auk hum(f)riþr at buanta sin

### Trascrizione in norreno
Dan ok Huskarl ok Svæinn ok Holmfriðr, þaun møðgin letu retta stæin þenna æftiR Halfdan, faður þæiRa Dans, ok Holmfriðr at boanda sinn.

### Traduzione in italiano
Danr e Húskarl e Sveinn e Holmfríðr, la madre e i suoi figli, hanno eretto questa pietra in memoria di Halfdan, il padre di Danr e dei suoi fratelli; e Holmfríðr in memoria di suo marito.

## U 241

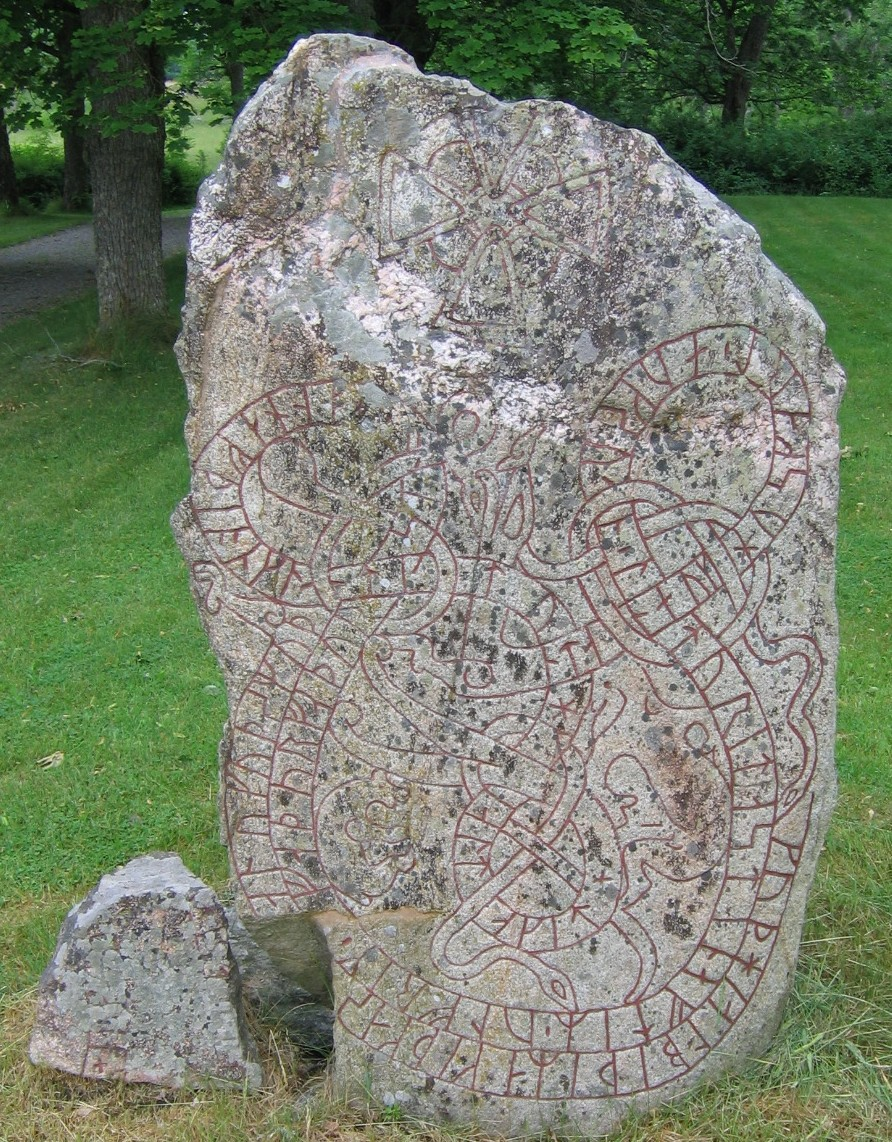
U 241 con il frammento U 242 alla sua sinistra.

In origine posta vicino a U 240, ad oggi la pietra runica è stata spostata nel cortile della fattoria Lingsberg. Su di essa sono menzionati Húskarl e Sveinn come sulla U 240, tranne Holmfríðr, mentre vi si trova una citazione su Ulfríkr, padre di Halfdan, che partecipò a due Danegeld in Inghilterra. Sfortunatamente non sappiamo sotto quale leader si compissero queste azioni a differenza delle Pietre runiche di Orkesta.

### Traslitterazione in caratteri latini
n tan auk huskarl ' auk sua(i)n ' l(i)tu rita stin aftiR ' ulfrik ' faþurfaþur sino ' hon hafþi o| |onklanti tuh kialt| |takit + kuþ hialbi þiRa kiþka salu| |uk| |kuþs muþ(i)

### Trascrizione in norreno
En Dan ok Huskarl ok Svæinn letu retta stæin æftiR Ulfrik, faðurfaður sinn. Hann hafði a Ænglandi tu giald takit. Guð hialpi þæiRa fæðga salu ok Guðs moðiR.

### Traduzione in italiano
E Danr e Húskarl e Sveinn hanno eretto la pietra in memoria di Ulfríkr, padre del loro padre. Egli ottenne due pagamenti in Inghilterra. Possa Dio e la Madre di Dio aiutare le anime del padre e del figlio.

## U 242

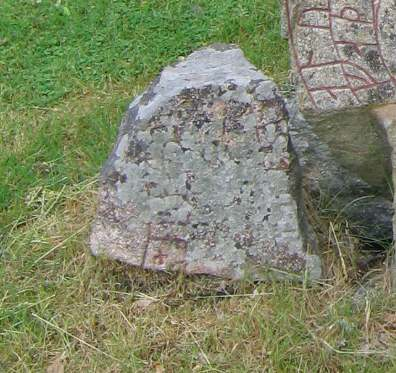
Il frammento U 242.

Di questa pietra runica venne rinvenuto solo questo frammento, che è stato spostato e ora giace accanto a U 241 nella sua nuova sistemazione.

### Traslitterazione in caratteri latini
- × auk × st[u]... ... ...- × (r)(a)(i)(s)(a) × ...

### Trascrizione in norreno
... ok ... ... ... ræisa ...

### Traduzione in italiano
... e ... ... ... eresse ...